# Diritti LGBT in Slovenia
I diritti delle persone lesbiche, gay, bisessuali e transessuali (LGBT) in Slovenia negli ultimi anni si stanno estendendo, adeguandosi ai Paesi più sviluppati. 
Anche se al giorno d'oggi in Slovenia si è ancora discriminati per via dell'orientamento sessuale, le leggi che trattano i diritti dei cittadini e le cittadine della comunità LGBT sono in fase di sviluppo ed è migliorata anche l'opinione pubblica sui loro diritti.

## Storia del diritto penale sloveno
Sotto la Jugoslavia (ormai dissolta) con l'allora (nuovo) codice penale federale, che venne adottato il 30 giugno 1959, si rese l'omosessualità maschile illegale in tutto lo stato (non c'erano riferimenti ai rapporti tra donne nella legislazione).
Durante la prima metà degli anni '70 il potere della legislazione penale fu trasferito dalla Repubblica Federale di Jugoslavia agli otto stati e province che la componevano. Nel 1976 venne adottato un nuovo codice penale che entrò in vigore nel 1977 decriminalizzando l'omosessualità, rimuovendo tutte le disposizioni discriminatorie precedenti.

## Tutele per le coppie omosessuali
Nel 23 luglio 2006 è entrata in vigore nel paese la partnership per le coppie dello stesso sesso.
Nel luglio 2009 la Corte Costituzionale ha affermato che l'art. 22 della legge sulla partnership (RSSPA) violava il diritto alla non discriminazione ai sensi dell'art. 14 della Costituzione sulla base dell'orientamento sessuale richiedendo al legislatore di porre rimedio alla concordanza esistente entro sei mesi.
Il 3 marzo 2015, l'assemblea parlamentare approvò il disegno di legge per legalizzare il matrimonio egualitario con un voto favorevole di 51 a 28. 
Il 10 marzo 2015 il consiglio nazionale ha respinto l'iniziativa per richiedere all'assemblea parlamentare di votare nuovamente sulla legge, con un voto di 23 contro 14. 
Gli avversari del disegno di legge lanciarono una petizione per un referendum ottenendo il numero sufficiente di firme per richiederlo. Il 22 ottobre 2015, in una votazione da 5 voti contro 4, la corte costituzionale decise che l'assemblea nazionale non poteva interpretare la costituzione e che la votazione per bloccare il referendum fosse incostituzionale. Il referendum avvenne il 20 dicembre 2015 e, data la vittoria del NO, il disegno di legge fu respinto.
Il 21 aprile 2016 l'assemblea approvò il disegno di legge per dare alle coppie dello stesso sesso tutti i diritti del matrimonio, ad eccezione dell'adozione e della fecondazione in vitro. La legge entrò in vigore il 24 maggio 2016 ed diventò operativa il 24 febbraio 2017 istituendo l'unione civile.
Una sentenza del 8 luglio 2022 da parte della Corte Costituzionale ha esteso il matrimonio alle coppie omosessuali, con piena equiparazione a quello eterosessuale, richiedendo al governo di trasformare la sentenza in legge entro sei mesi. Il Parlamento ha approvato la richiesta il 4 ottobre 2022, con 48 voti a favore, 29 contrari ed 1 astenuto.

## Protezioni dalle discriminazioni
Dal 1998 è stata vietata la discriminazione basata sull'orientamento sessuale nei luoghi di lavoro. La discriminazione in base all'orientamento sessuale venne inoltre vietata in vari settori, tra cui l'istruzione e la fornitura di beni e servizi.
Nel luglio 2009 la Corte Costituzionale ha dichiarato che l'art. 14 della Costituzione slovena vieta la discriminazione fondata sull'orientamento sessuale.
Il 17 febbraio 2016 il governo ha introdotto una nuova legge antidiscriminazione, che vieta, tra l'altro, la discriminazione basata sull'orientamento sessuale, l'identità di genere e l'espressione di genere. La legge venne approvata dall'assemblea nazionale il 21 aprile con un voto di 50 sì contro 17 no.

## Opinione pubblica
Un sondaggio di Eurobarometro pubblicato nel dicembre 2006 ha svelato che il 31% degli sloveni intervistati supporta il matrimonio dello stesso sesso e il 17% crede che gli omosessuali dovrebbero poter adottare i bambini.
Un sondaggio condotto da Delo Stik nel febbraio 2015 ha mostrato che il 59% degli sloveni sostiene il matrimonio egualitario, mentre il 38% sostiene anche le adozioni per le coppie formate da persone dello stesso sesso.

## Tabella riassuntiva
| Decriminalizzazione di rapporti omosessuali | (1977)      |
| La stessa età di consenso per relazioni eterosessuali ed omosessuali                                                                                    | (1977)      |
| Leggi contro la discriminazione a base di orientamento sessuale sul posto di lavoro                                                                     | (1998)      |
| Leggi contro la discriminazione a base di orientamento sessuale nel offrire beni e servizi                                                              | (1998)      |
| Leggi contro la discriminazione a base di orientamento sessuale in tutti gli altri campi (anche la disciriminazione indiretta e l'incitamento all'odio) | (1998)      |
| Possibilità di registrazione di relazione omosessuale                                                                                                   | (2006–2017) |
| Unione civile | (2017)      |
| Matrimonio egualitario | (Dal 2022)  |
| Adozioni da parte di una coppia omosessuale | (Dal 2022)  |
| Adozione del figlio del proprio partner omosessuale | (Dal 2011)  |
| Adozione da parte di una persona LGBT single | (Dal 2011)  |
| Riconoscimento legale di adozioni da parte di coppie omosessuali svolte all'estero                                                                      | Si          |
| Arruolamento nell'esercito per persone LGBT | Si          |
| Diritto di cambiamento del sesso attribuito (con diagnosi di disforia di genere)                                                                        | Si          |
| Accesso alla fecondazione in vitro per lesbiche | (Dal 2024)  |
| Terapie di conversione sui minori vietate | No          |
| Autoidentificazione di genere | No          |
| Maternità surrogata per coppie omosessuali | No          |
| Possibilità di donazione del sangue da parte degli MSM                                                                                                  | (Dal 2022)  |